# Vechta
Vechta est une ville allemande, chef lieu de l'arrondissement du même nom, située dans le land de Basse-Saxe.
Vechta possède une petite université. La ville est surtout connue pour « Stoppelmarkt », une foire attirant un grand nombre de visiteurs. Vechta possède également deux prisons, une pour femmes et une pour hommes. La région représente un centre agricole important dans le domaine porcin, en volaile et en tourbe.

## Quartiers
| - Vechta Stadt - Bergstrup - Calveslage - Deindrup - Hagen I | - Hagen II - Holtrup - Holzhausen - Langförden - Oythe | - Spreda - Stoppelmarkt - Stukenborg - Telbrake - Vardel |

## Histoire
| Appartenances historiques Principauté épiscopale de Münster 1252-1803 Duché d'Oldenbourg 1803-1811 Empire français (Ems-Supérieur) 1811-1814 Duché d'Oldenbourg 1814-1829 Grand-duché d'Oldenbourg 1829-1918 Empire allemand 1871-1918 République de Weimar 1918-1933 Reich allemand 1933-1945 Allemagne occupée 1945-1949 Allemagne 1949-présent |

## Jumelages
- Saint-Pol-de-Léon (France)
- Communauté de communes du Pays Léonard (France)
- Le Cellier (France)
- Jászberény (Hongrie)
- Seguin (États-Unis)
- Starachowice (Pologne)